# Izagre
Izagre is een gemeente in de Spaanse provincie León in de regio Castilië en León met een oppervlakte van 44,23 km². Izagre telt 174 inwoners (1 januari 2016).

## Demografische ontwikkeling
Bron: INE, 1857-2011: volkstellingen
Opm.: Tot 1857 behoorde Izagre tot de gemeente Matadeón de los Oteros